# Dr. Helmut Rothenberger Holding
Die österreichische Dr. Helmut Rothenberger Holding ist ein Industrie-, Handels- und Immobilienkonzern. Konzernspitze ist die Dr. Helmut Rothenberger Holding GmbH in Salzburg. Die Gruppe umfasst über 100 Gesellschaften mit insgesamt mehr als 5.700 Mitarbeitern (Stand 2022). Die Gesellschaften sind im Wesentlichen in den Geschäftsbereichen Rohrwerkzeuge, Industrieprodukte, Werkzeugmaschinen, Spannmittel, Immobilien und Handel aktiv.

## Geschichte
Die Holding mit Sitz in Salzburg wurde 1996 als 100%ige Tochtergesellschaft der Dr. Helmut Rothenberger-Privatstiftung gegründet. Sie bündelt die Beteiligungen des Unternehmers Helmut Rothenberger und seiner Familie. Der Ursprung des deutsch-österreichischen Familienunternehmens geht auf das Jahr 1949 zurück. In diesem Jahr gründete Edwin Rothenberger das Handelshaus Rothenberger in Frankfurt am Main, aus dem u. a. die Rothenberger Gruppe hervorging. Neben diesem Zweig gehören heute weitere Unternehmensteile zum Konzern.

## Gruppenstruktur
Die wesentlichen Geschäftseinheiten in der Gruppe sind folgende:
- Kernbereich ist die Produktion von Rohrwerkzeugen und -maschinen für Sanitär-, Heizungs-, Klima-, Kälte-, Gas- und Umwelttechnik unter der Führung der Rothenberger AG. Dieser Bereich wird durch Unternehmen in verwandten Branchen ergänzt, u. a. RICO (Rohrkameras)[2], Kroll (Entsorgungsfahrzeuge)[3], RUKO (Bohrertechnologie)[4] sowie Sievert (Brenner und Gastechnik)[5]. Dieser Bereich wird von Rothenberger als Rothenberger Gruppe bezeichnet
- Werkzeugmaschinen mit Schwerpunkt Komplettbearbeitung, Umformtechnik und Getriebetechnologie unter Führung der Autania
- Industrieprodukte mit Schwerpunkt Turbinenschaufeltechnologie, Extruder, Pumpentechnologie und Werkzeugmaschinen unter Führung der Leistritz AG (Beteiligungshöhe von 100 %)
- Entwicklung und Verwaltung von Immobilienaktivitäten, u. a. durch die REAL GmbH
- Import und Vertrieb von Qualitätswerkzeugen und Eisenwaren für Baumärkte und Einzelhandelsketten in Europa unter Führung der Walter Werkzeuge Salzburg GmbH
- Beteiligung an der börsennotierten Nordwest Handel, einem europäischen Handelsverbundunternehmen für den Produktionsverbindungs-, Stahl- und Sanitärhandel mit einem Geschäftsvolumen von 2,5 Mrd. EUR (Beteiligungshöhe von 50,03 %)[6]
- Beteiligung an der nexMart GmbH & Co. KG, ein E-Business-Dienstleister und Berater für die elektronische Kommunikation zwischen Kunden, Händlern und Lieferanten. Er betreibt ein Internet-Handelsportal für Werkzeuge, Beschläge, Eisenwaren, Gartengeräte, Holz und technischen Bedarf mit einem Transaktions- und Abrechnungsvolumen von mehr als 1 Mrd. EUR.[7]
- Spann- und Greiftechnik sowie Spannfutter für Elektrowerkzeuge durch Röhm Tool

Der deutsche Spann- und Greiftechnikspezialist Röhm wurde 2017 durch die Dr. Helmut Rothenberger Holding GmbH übernommen.

## Soziales Engagement
Helmut Rothenberger hat 2008 die Stiftung Tools for Life ins Leben gerufen, die sich zum Ziel gesetzt hat, weltweit Menschen vor Ort bei der Errichtung und Verbesserung der Trinkwasser- und Energieversorgung zu helfen.
Die Stiftung kooperiert mit internationalen Hilfsorganisationen, u. a. Ingenieure ohne Grenzen e.V. und Hilfe für Afrika – Wasser für den Senegal e.V.